# Ордин-Нащокин, Воин Афанасьевич
Воин Афанасьевич Ордин-Нащокин (точные годы жизни неизвестны) — стольник (1668), сын ближнего боярина и крупного московского дипломата Афанасия Лаврентьевича Ордин-Нащокина.

## Биография
Воин Ордин-Нащокин воспитывался под влиянием своего отца. Его учителями был пленные поляки, взятые в плен во время предыдущей Русско-польской войны 1632—1634 гг. Хорошо знал латинский, немецкий и польский языки, много читал.
Воин Афанасьевич Ордин-Нащокин начал службу под руководством отца на дипломатическом поприще. Он находился вместе с отцом, назначенным воеводой в ливонской крепости Кукейнос (Царевичев-Дмитриев), где заведовал его тайной перепиской и иностранной корреспонденцией. Воин Афанасьевич лично переписывался с царем Алексеем Михайловичем и пользовался его покровительством.
Частые поездки в Варшаву и встречи с польскими выдающимися людьми сильно повлияли на молодого Воина. Здесь он познакомился с западноевропейским укладом жизни, наукой и культурой. Однажды Воин был отправлен своим отцом Афанасием Ордин-Нащокиным в Москву с донесением к царю, где он был сильно поражён русским патриархальным устройством. Молодого Воина, по выражению российского историка С. М. Соловьева, «стошнило» от московских порядков, и когда его отпустили обратно к отцу с секретными документами и значительной суммой денег, он в 1660 году бежал в Польшу.
Король Речи Посполитой Ян Казимир Ваза, воевавший тогда с Русским государством, радушно принял молодого Ордин-Нащокина. Один из захваченных московскими воеводами «языков» говорил: «видел он у короля в Гданску Воина Нащокина, живёт де при короле, а дает ему король на месяц по 500 ефимков, а ходит де он в немецком платье; он же де, Воин, похваляется, хочет услугу свою показать королю, а идти под город великого государя в Лифлянты и, отца своего взяв, хочет привезти к королю и многие де поносные слова на государство московское говорит».
Однако русский царь Алексей Михайлович, хорошо относившийся к отцу Воина, Афанасию Ордин-Нащокину, отнесся к поступку молодого человека снисходительно: «он человек молодой», писал он, утешая опечаленного отца, «хочет создания Владыки и творения рук его видеть на этом свете, как и птица, которая летает туда и сюда, и, полетав довольно, опять к своему гнезду возвращается».
Вскоре Воин Ордин-Нащокин переехал из Польши в Австрию, откуда перебрался во Францию и Голландию. В 1663 году он прибыл в Копенгаген к русскому послу с просьбой о получении разрешения вернуться домой. Получив царское разрешение, в 1665 году Воин Афанасьевич Ордин-Нащокин вернулся в Россию и поселился в одной из отцовских деревень. Однако Воин продолжал придерживаться европейских обычаев. Вскоре после своего возвращения он был сослан «под начал» в известный своей строгостью Кирилло-Белозерский монастырь. Монастырскому руководству было приказано «береженье к нему держать, чтоб он из монастыря никуды не ушел и дурна какова над собой не учинил».
В феврале 1667 года в Москву вернулся Афанасий Лавреньевич Ордин-Нащокин, заключивший после длительных переговоров с польско-литовскими комиссарами долгожданное Андрусовское перемирие с Речью Посполитой. Царь Алексей Михайлович, чтобы наградить его, «указал Воина Нащокина из-под начала освободить и отпустить к Москве». Однако все попытки отца вернуть своему сыну положение, которое он мог бы занимать при царском дворе благодаря своим способностям и знаниям, закончились неудачей.
Курляндский путешественник и дипломат Яков Рейтенфельс, лично знавший Воина Нащокина, писал о нём: «он говорит свободно по-французски, по-немецки и на других языках, но познания скорее служили ему препятствием, нежели рекомендацией при повышениях».
В 1668 году Воин Афанасьевич Ордин-Нащокин был пожалован в царские стольники, но дальше по службеной лестнице не пошёл. В 1678 году находился на воеводстве в Галиче.
Год смерти Воина Ордин-Нащокина неизвестен.